# Folksbiene

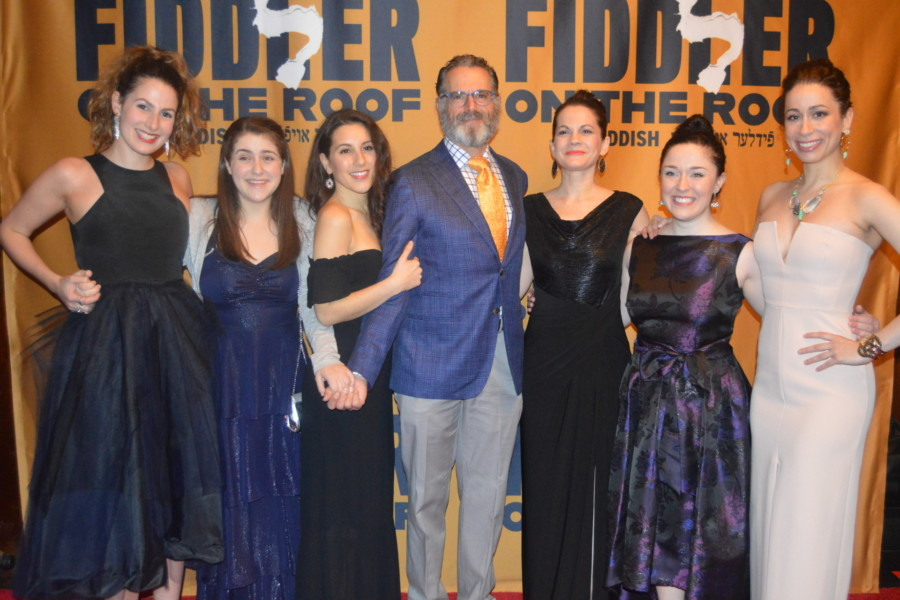
Steven Skybell, Jennifer Babiak e le figlie in Fiddler on the Roof

La National Yiddish Theatre Folksbiene, comunemente noto come NYTF, è una compagnia teatrale professionale di New York che produce sia opere teatrali yiddish che opere teatrali tradotte in yiddish, in un teatro dotato di traduzione simultanea in apice in inglese. La leadership dell'azienda è composta dal direttore esecutivo Dominick Balletta e dal direttore artistico Zalmen Mlotek. Il consiglio è co-presieduto da Sandra Cahn e Carol Levin.

## Storia
La Folksbiene (in yiddish פֿאָלקסבינע‎?, ˈfɔlksˌbɪnə, Teatro del popolo) è stata fondata nel 1915, sotto gli auspici dell'organizzazione culturale, fraterna e yiddish Workmen's Circle, nel Lower East Side di New York, come gruppo teatrale amatoriale con alti ideali artistici. È la più antica compagnia teatrale che abbia prodotto consecutivamente negli Stati Uniti, in inglese o in yiddish, commercialmente o meno. L'epoca in cui fu fondata è considerata l'apice del teatro yiddish; all'epoca c'erano 15 compagnie teatrali yiddish nello Yiddish Theatre District di New York e molte altre in tutto il mondo. A causa dello sterminio degli ebrei europei da parte dei nazisti tedeschi, la Folksbiene è una delle sole cinque compagnie teatrali yiddish professionali ancora in attività; anche a New York c'è il New Yiddish Rep e gli altri sono a Bucarest, Varsavia e Tel Aviv.
Alla fine del 2017 il National Yiddish Theatre Folksbiene ha annunciato che avrebbe messo in scena la prima americana di Fiddler on the Roof in yiddish, che non era più stata messa in scena dalla sua prima produzione mondiale in Israele più di 50 anni prima. È stato annunciato in un numero di marzo 2018 della rivista Forbes che il vincitore dell'Oscar e del Tony Award Joel Grey avrebbe diretto la produzione. La loro produzione di Fidler Afn Dakh fu eseguita in anteprima il 4 luglio 2018. Lo spettacolo di apertura fu il 15 luglio 2018. La produzione ha vinto il Drama Desk Award 2019 per il Miglior Revival Musicale.
La produzione della compagnia del 2006 di Di Yam Gazlonim, un adattamento yiddish di The Pirates of Penzance, di Al Grand fu candidata al Drama Desk Award 2007 per l'Outstanding Musical Revival e la loro produzione 2012/13 Off Broadway di The Golden Land fu candidata al Drama Desk Award 2013 per Eccezionale Musical Revival. Nell'estate del 2012 il Folksbiene annunciò i suoi piani per creare un Festival internazionale di nuove opere per celebrare il suo centenario nel 2015. Un concorso teatrale che accompagnava il festival fu sottoposto a giudizio dal produttore Emanuel Azenberg; il compositore e cantautore vincitore del Tony Award Jason Robert Brown ("Parade") e i drammaturghi Joe DiPietro (Tony Award per "Memphis"), il vincitore del premio Obie Israel Horovitz e il finalista del Premio Pulitzer Jon Marans ("Old Wicked Songs").
Una ripresa dell'operetta del 1923 The Golden Bride nel 2015/16 attirò l'attenzione della stampa come scelta dei critici del New York Times Theatre ed ottenne anche il premio Drama Desk. Il Folksbiene è stato produttore della commedia di Broadway 2015/16 "Indecent".
Nell'autunno del 2017 la compagnia ha messo in scena una produzione migliorata di The Sorceress di Abraham Goldfaden come parte del loro progetto di restauro, uno sforzo che ripristinerà le opere yiddish perdute o quasi perse al canone della cultura yiddish. Una produzione completamente scenica fu montata due anni dopo, nel dicembre del 2019.

## Storia delle produzioni
- 2019: Hannah Senesh, The Sorceress (Di Kishefmakhern), Harmony, The Tenth Man
- 2018: Early Yiddish Theatre and Vaudeville Concert, Fidler Afn Dakh
- 2017: Amerike the Golden Land, The Sorceress
- 2016: Di Goldene Kale (La sposa d'oro)
- 2015: The Dybbuk, Di Goldene Kale (La sposa d'oro)
- 2014: The Megile of Itzik Manger
- 2013: The Megile of Itzik Manger, Lies My Father Told Me
- 2012: Shlemiel The First, The Golden Land
- 2011: The Adventures of Hershele Ostropolyer
- 2010: Fyvush Finkel Live!, New Worlds: A Celebration of I. L. Peretz. A Gilgul Fun a Nigun (The Metamorphosis of a Melody), The Adventures of Hershele Ostropolyer
- 2009: Sholom Aleichem: Laughter Through Tears, Shpiel! Shpiel! Shpiel!]
- 2008: Gimpel Tam, Di Ksube (The Marriage Contract)
- 2006: Di Yam Gazlonim! (The Yiddish Pirates of Penzance), Bruce Adler in In a Guter Sho: A Yiddish Vaudeville
- 2005: On Second Avenue
- 2004: Di Kaprizne Kale (A Novel Romance), On Second A
- 2002: Yentl, The Mazldiker Mystery Tour: A Kids and Yiddish Adventure
- 2001: Kids and Yiddish 2001: A Space Mishegas – Spinning off in New Directions, Songs of Paradise: A Yiddish-English Musical
- 2000: An American Family: A Musical Saga
- 1999: Yoshke Muzikant (A Klezmers Tale)
- 1998: Zise Khaloymes (Sweet Dreams)